# Jürgen Duah
Jürgen Duah (* 19. Dezember 1985 in Dortmund; bis 2007 Jürgen Molinari) ist ein deutsch-ghanaischer Fußballspieler.

## Karriere
Jürgen Duah, Sohn einer Italienerin und eines Ghanaers, wuchs unter dem Namen Molinari in Bochum auf und spielte in der Jugend beim VfL Bochum. Mit 19 Jahren ging er zur SG Wattenscheid 09, wo er zuerst in der U 23 in der Verbandsliga spielte und in seinem zweiten Jahr auch einige Male eine Chance in der ersten Mannschaft bekam, die in der Regionalliga Nord antrat. Nach dem Abstieg in die Oberliga gehörte der vielseitige Abwehrspieler fest zum ersten Team. Anfang 2007 nahm er den Namen seines ghanaischen Vaters an und heißt seitdem Jürgen Duah. Nachdem der Verein kurz vor der Insolvenz stand und der zweite Abstieg in Folge nicht verhindert werden konnte, verließ er zu Saisonende die Wattenscheider und kehrte zu seinem alten Verein VfL Bochum zurück.
Dort spielte er in der zweiten Mannschaft ein weiteres Jahr in der Oberliga Westfalen und qualifizierte sich am Saisonende für die Regionalliga West, die aber nach der Reform des Ligasystems weiterhin die vierthöchste Spielklasse war. Zwei weitere Jahre spielte er bei den Bochumern. Obwohl er in drei Jahren über 90 Partien in der zweiten Mannschaft bestritt und sich zu einem zuverlässigen Abwehrspieler entwickelte, bekam er keine Perspektive auf einen Einsatz in der Profimannschaft des VfL.
Deshalb verließ er 2010 den Verein und schloss sich dem Ligakonkurrenten Preußen Münster an. Dort war er als rechter Verteidiger eine Stütze der Mannschaft und trug zur Meisterschaft und zum Aufstieg in den Profifußball bei. In der Saison 2011/12 spielte er in der 3. Liga und erzielte am siebten Spieltag auch sein erstes Profitor und sein erstes Tor für den SCP, das dem Team in den letzten Minuten einen Punkt gegen die zweite Mannschaft des VfB Stuttgart rettete. Nach dem Vertragsende 2012 war Duah ein halbes Jahr lang vereinslos, bis er sich im Januar 2013 dem Landesligisten CSV Bochum-Linden anschloss, der von Frank Benatelli trainiert wurde.

## Erfolge
- Aufstieg in die 3. Liga 2011 mit Preußen Münster
- Qualifikation für die Regionalliga West 2008 mit VfL Bochum II

## Privates
Duahs Bruder Daniel (* 1996) ist im American Football aktiv.